# 269762 Nocentini
269762 Nocentini este un asteroid din centura principală de asteroizi.

## Descriere
269762 Nocentini este un asteroid din centura principală de asteroizi. A fost descoperit pe 4 octombrie 1999 la Ceccano de Gianluca Masi. Asteroidul prezintă o orbită caracterizată de o semiaxă mare de 2,20 ua, o excentricitate de 0,20 și o înclinație de 8,2° în raport cu ecliptica.